# Gao Niansheng
Gao Niansheng, 高年生 (* 1932 in Shanghai) ist ein chinesischer Germanist und Übersetzer. Er hat maßgeblich an einem chinesisch-deutschen Wörterbuch mitgearbeitet.

## Ausbildung und Werdegang
Gao Niansheng besuchte die Deutsche Schule in Shanghai und studierte Germanistik. Nach dem Studium arbeitete er im Außenministerium. Eine Zeit lang war er Sekretär an der Botschaft der DDR in China. Schließlich wurde er an die Pekinger Fremdsprachenuniversität berufen.

## Sprachwissenschaftler
Maßgeblich verantwortlich ist Gao Niansheng für Das neue Chinesisch-Deutsche Wörterbuch. Ein Team begann die Arbeit an diesem Werk 1972. Es dauerte 12 Jahre, bis die erste Ausgabe 1984 herausgegeben wurde. Das Buch gewann 1987 den zweiten Preis für herausragende Leistungen in Philosophie und Sozialwissenschaften in Peking. Da das Buch in China und international sehr erfolgreich war, erscheinen bis heute immer neue, aktualisierte Auflagen. Das neue Chinesisch-Deutsche Wörterbuch ist ein Universalwörterbuch mit mehr als 80.000 Einträgen. Oft benutzte Ausdrücken des allgemeinen Sprachgebrauchs werden ebenso berücksichtigt, wie eine Vielzahl von zeitgenössischen Wortneuschöpfungen und Fachvokabular. Das Buch enthält zahlreiche Anwendungsbeispiele und Bedeutungskonstrastierungen in beiden Sprachen.
Bis zu seiner Pensionierung beschäftigte sich Gao Niansheng als Professor an der Fremdsprachenuniversität Peking in Lehre und Forschung mit den Themen Deutsche Literatur und Übersetzungstheorie.

## Übersetzer
Noch als Mitarbeiter des Auswärtigen Amtes in Peking wurde Gao Niansheng 1960 aufgefordert, mit einem Team das Buch Die gelbe Gefahr zu übersetzen. Vermutlich handelt es sich um das Buch von Heinz Gollwitzer, das 1962 erschienen ist. Das Buch fasst die Ansichten der Kolonialzeit und das Wiederaufleben dieses geflügelten Wortes im Kalten Krieg zusammen. Bei dieser Übersetzungstätigkeit wird Gao Niansheng zum ersten Mal die Komplexität einer guten, korrekten Übersetzung bewusst. Dann übersetzte Gao Niansheng eine Reihe historischer Bücher. Unter anderem übersetzte er Ausgewählte Werke von Mao Zedong ins Deutsche.
1982 erhielt Gao Niansheng ein Stipendium der Heinrich-Hertz-Stiftung und studierte daraufhin 2 Jahre an der Ruhr-Universität Bochum. Dort arbeitete er eng mit dem Sinologen Helmut Martin zusammen. Zusammen mit Martin fährt er 1983 nach Straelen zum Europäischen Übersetzer-Kollegium. Dort hält er einen vielbeachteten und in der Folge vielfach zitierten Vortrag zu didaktischen Problemen bei den kulturell, schrift- und lautsprachlich sehr unterschiedlichen Sprachen Chinesisch und Deutsch: Hauptschwierigkeiten für Chinesen beim Erlernen der deutschen Sprache. Gao Niansheng war danach mehrfach an Übersetzungsprojekten des Europäischen Übersetzer-Kollegiums Straelen beteiligt. So übersetzte er in Straelen 2008 Das Tagebuch der Anne Frank, 2009 Lessings Minna von Barnhelm und 2012 Goethes Wahlverwandtschaften ins Chinesische.
2007 erhielt Gao Niansheng ein Stipendium von der Landeshauptstadt Stuttgart für das Stuttgarter Schriftstellerhaus, das er für 3 Monate zusammen mit seiner Frau bezieht.
2009 war China das Gastland auf der Frankfurter Buchmesse. Im Vorfeld gab es einen Eklat, weil zwei Regimekritiker auftreten sollten, die vorher nicht eingeladen waren. Die chinesische Delegation zog daraufhin ihre Teilnahme zurück. Nach einigen Gesprächen konnte deren Teilnahme wieder erreicht werden. Gao Niansheng hielt sich zu dieser Zeit in Straelen auf und kommentierte: "Ein Richter muss zwei Ohren haben." Er meinte damit, dass es viele chinesische Autoren gäbe und nicht nur Regimekritiker hochwertige Literatur schrieben.

## Privates
Gao Niansheng gehört der Han-Nationalität an, ist in Shanghai aufgewachsen und lebt mit seiner Frau Su Wenhua in Beijing.

## Publikationen (Auswahl)

### Sprachwissenschaftliche Bücher und Artikel
- 中德分类词汇手册 = Zhōng dé fēnlèi cíhuì shǒucè (dt. Handbuch des chinesisch-deutschen Klassifikationsvokabulars). 北京 商務嶆L書館 = Shang-wu yin-shu-guan (The Commercial Press), Bei-jing 1978.
- 德語會話手冊 = De yu hui hua shou ce (dt. Deutscher Sprachführer). Shangwu 北京 商務嶆L書館, Beijing 1981.
- mit Xu Zhenmin, Zhang Jianqi: 谚语成语汉德词典 = Yànyǔ chéngyǔ hàn dé cídiǎn (dt. Chinesisch-Deutsches Lexikon der sprichwörtlichen Redensarten). 北京 商務嶆L書館 = Shang-wu yin-shu-guan (The Commercial Press), Bei-jing 1981 (chinesisch).
- Hauptschwierigkeiten der Chinesen beim Erlernen der deutschen Sprache. In: Osnabrücker Beiträge zur Sprachtheorie. Band 21. Lernen im Hochschuldeutsch Beijing Verlag für Hochschulbildung, 1982, S. 44–68. Hauptschwierigkeiten für Chinesen beim Erlernen der  deutschen Sprache. In: Info DaF. Band 10, Nr. 3, 1983, S. 41–48. Hauptschwierigkeiten für Chinesen beim Erlernen der deutschen Sprache. In: Zielsprache Deutsch. Nr. 2, 1984, S. 20–23. Hauptschwierigkeiten der Chinesen beim Erlernen der deutschen Sprache. In: Minru Qian, Maoping Wei, Yuqing Wei, Deming Kong (Hrsg.): Forschungsbericht über Germanistik als Fach im gegenwärtigen China. Foreign Language Education Press, Shanghai 2004.
- Schwierigkeiten bei der Übersetzung aus dem Deutschen ins Chinesische. Am Beispiel von Heinrich Bölls Erzählung „Die verlorene Ehre der Katharina Blum“ (Vortrag beim Esslinger Gespräch). In: Der Übersetzer. Nr. 1-2, 1984, S. 1–3.
- New Han-German Dictionary. 北京 商務嶆L書館 = Shang-wu yin-shu-guan (The Commercial Press), Bei-jing 1985.
- 德囯儿童小说 = Deguo er tong xiao shuo (dt. Deutsche Kinderliteratur). 北京少年儿童出版社 = Beijing shao nian er tong chu ban she (dt. Pekinger Kinderverlag), Peking 1995 (chinesisch).
- Cong Gede yishu tanqi. In: Zhongguo Deyu Jiaoxue Yanjiuhui (Hrsg.): Wenye. 1995, S. 272 (chinesisch).
- mit Yaocheng Han, Zhonghuang Song: 德语会话手册 = De yu hui hua shou ce (dt. Deutscher Sprachführer). 外语教学与研究出版社 = Wai yu jiao xue yu yan jiu chu ban she (dt. Fremdsprachenlehr- und Forschungspresse), Peking 1998 (chinesisch).
- 德国翻译 = Déguó fānyì (deutsch: Übersetzer in Deutschland). In: 罗选民 = Luō xuǎnmín (Hrsg.): 中华翻译文摘 = Zhōnghuá fānyì wénzhāi (deutsch: Chinesische Übersetzung. Abstracts.). 2000 (chinesisch).
- So Sagen die Gelehrten. In: Wir Lernen Deutsch. Band II, Nr. 6, 2001.
- mit Xu Zhenmin, Chen Huiying, Zhang Jianqi, Yao Kekun: 新的德汉词典 = Xin de dé Han cidian (dt. Das neue Deutsch-Chinesische Wörterbuch). China Book Trading GmbH, 2004, ISBN 7-5600-1593-X (chinesisch).
- Keluoze (dt. Annette Klosa), Niansheng Gao, Jisheng Su (Hrsg.): 杜登德語規范詞典 = Dudeng De yu gui fan ci dian (dt. Duden, gutes und richtiges Deutsch). 外語敎学與硏究出版社 = Wai yu jiao xue yu yan jiu chu ban she, Beijing 2005.[7][8]

### Übersetzungen historischer Sachbücher ins Chinesische
- Erich Weinert: Sidalingele hui yi lu. Ailixi Weinate zhu =斯大林格勒回忆录. 1956 (chinesisch, Originaltitel: Memento Stalingrad: ein Frontnotizbuch. Übersetzt von Gao Niansheng, Liu Yixian).
- 黄祸论= Huángsè de wéixiǎn. 北京商务印书馆 = Shang-wu yin-shu-guan (The Commercial Press), Bei-jing 1964 (chinesisch, englisch: The Yellow Perril. Übersetzt von Gao Niansheng und anderen).
- Palmer, Alan Warwick: Bi si mai zhuan 俾斯麥傳. Shangwu, Beijing 1982 (chinesisch, englisch: Bismarck. Übersetzt von Gao Niansheng 高年生 [翻譯], Zhang Liangen 張連根 [翻譯]).[9]
- 德意志史第4卷 = Déguó lìshǐ, dì 4 juǎn (dt. Geschichte Deutschlands, Band 4). 北京 商務嶆L書館 = Shang-wu yin-shu-guan (The Commercial Press), Bei-jing 1986.
- 魏玛共和国的历史 = Wèi mǎ gònghéguó de lìshǐ (dt. Geschichte der Weimarer Republik). 北京 商務嶆L書館 = Shang-wu yin-shu-guan (The Commercial Press), Bei-jing 1994.